# Elizabethtown (Texas)
Elizabethtown, ehemals bekannt als Bugtown (dt. Käferstadt), ist eine Geisterstadt, die ungefähr 25 Kilometer südwestlich von Denton im Denton County  im Bundesstaat Texas der Vereinigten Staaten liegt. Der Name der Stadt ist von dem angrenzenden Bach Elizabeth Creek abgeleitet.

## Geschichte

### Gründung und Aufstieg
Die ersten Siedler, die Angehörige der Peters’ Colony waren, erreichten Elizabethtown um 1850. Die Siedlung diente alsbald als eine Art Versorgungsstation für Cowboys, die ihre Herden in den Norden nach Kansas trieben. Die Stadtgründer, die Harmonsons, legten die entscheidenden Grundsteine. So bauten sie eine Kirche, Geschäfte, mehrere Häuser und eine Schule auf. Diese wurde zu Spitzenzeiten von 25 Schülern belegt.
1859 hatte die Stadt bereits sechs Saloons, ein Hotel und ein Postamt, was eine Stadt zur damaligen Zeit ausmachte.
Den Einwohnern der nahegelegenen Stadt Justin zufolge wurde die Stadt auch Bugtown (dt. Käferstadt) genannt, weil eines nachts enorm viele Käfer auf ein beleuchtetes Camp schwärmten und dort für Ärger sorgten.
Während des amerikanischen Bürgerkriegs blieb die Grenze in und westlich von Denton County gegen indianische Überfälle unverteidigt, sodass viele Familien während dieser Zeit in den Osten zogen. Später kehrten allerdings viele zurück.
Als die Stadt erneut zu wachsen begann, wurden vier Warenhäuser, ein weiteres Hotel und sogar eine Livery Stable, ein Stall, der von Cowboys zur Unterbringung von Pferden gemietet werden konnte, eröffnet. Außerdem wurden eine baptistische und eine methodistische Kirche ebenso wie ein Freimaurerhaus gegründet.

### Niedergang
Die letzte Steuermarke des Denton County, auf der Elizabethtown erwähnt wurde, stammt aus dem Jahre 1880. Die texanische und pazifische Eisenbahnstrecke, die 1881 von Fort Worth aus durch den Denton County hindurch erbaut wurde, umging Elizabethtown um zwei Meilen. Daher zogen sehr viele Einwohner zwei Meilen gen Osten in die neu gegründete Stadt Roanoke. Dorthin brachten sie auch ihre in Elizabethtown gegründeten Einrichtungen, wie Geschäfte, Kirchen und das Freimaurerhaus. Der einzige Überrest der ersten Stadt im Südwesten des Denton County ist der dortige Friedhof, der erhalten wurde und noch heute benutzt wird.

## Geografie
Wie bereits erwähnt liegt die Geisterstadt am Elizabeth Creek. Dieser Bach befindet sich der Nähe der State Highway 114, welche Teil der Interstate 35 ist.

## Klima
In der Gegend um Elizabethtown herrschen fast das ganze Jahr über hohe Lufttemperaturen. Sommertags kann es hin und wieder regnen, im September und Oktober oft besonders stark.